# 曹中南
曹中南（1914年11月—2014年2月7日），河北省景县后留名府乡西路古庄人，中国人民解放军军事将领。
早年参加革命，1938年，进入八路军东进纵队第5支队，担任组织科长，后担任冀南东纵3团政治处总支书记，冀南军区新7旅21团教导员，冀南军区6分区政治部主任等职。第二次国共内战期间，担任晋冀鲁豫2纵队6旅政治部主任、14纵队42旅政治部主任。中华人民共和国成立后，担任国际和平医院政委，后历任北京军区政治部干部部部长兼北京军区军事法院院长、第69军政委、山西省军区政委。1976年，担任中共山西省第二书记，文革期间被批斗，1980年被平反，之后担任天津警备区政委。1961年，授少将军衔、荣获二级独立自由勋章，二级解放勋章。1988年被授予一级红星功勋荣誉章。2014年2月去世。